# Ceriodaphnia laticaudata
Ceriodaphnia laticaudata är en kräftdjursart som beskrevs av P. E. Müller 1867. Ceriodaphnia laticaudata ingår i släktet Ceriodaphnia och familjen Daphniidae. Arten är reproducerande i Sverige. Inga underarter finns listade i Catalogue of Life.